# (595) Polyxène
Pour les articles homonymes, voir Polyxène (homonymie).
Ne doit pas être confondu avec (22227) Polyxène.
(595) Polyxène est un astéroïde de la ceinture principale découvert par August Kopff le 27 mars 1906.
Il a été ainsi baptisé en référence à la princesse troyenne Polyxène.